# Meshoppen
Le borough de Meshoppen est situé dans le comté de Wyoming, dans le Commonwealth de Pennsylvanie, aux États-Unis. Sa population s’élevait à 563 habitants lors du recensement de 2010, estimée à 548 habitants en 2017.

## Source
- (en) Cet article est partiellement ou en totalité issu de l’article de Wikipédia en anglais intitulé « Meshoppen, Pennsylvania » (voir la liste des auteurs).